# Choanomyzus tasmaniae
Choanomyzus tasmaniae är en plattmaskart som beskrevs av Harold Winfred Manter och Crowcroft 1950. Choanomyzus tasmaniae ingår i släktet Choanomyzus och familjen Opistholebetidae. Inga underarter finns listade i Catalogue of Life.